# Ulnaby
Ulnaby – była wieś w Anglii, w hrabstwie ceremonialnym Durham, w dystrykcie (unitary authority) Darlington. Leży 26 km na południe od miasta Durham i 354 km na północ od Londynu. Miejscowość istniała od XIII do XVI w. oraz tymczasowo w XIX w.